# Слипи Холоу (Илиноис)
Слипи Холоу (енгл. Sleepy Hollow) град је у америчкој савезној држави Илиноис.

## Демографија
По попису из 2010. године број становника је 3.304, што је 249 (-7,0%) становника мање него 2000. године.
| Група             | 2000.         | 2010.         |
| Белци             | 3.252 (91,5%) | 2.949 (89,3%) |
| Афроамериканци    | 23 (0,6%)     | 55 (1,7%)     |
| Азијати           | 77 (2,2%)     | 58 (1,8%)     |
| Хиспаноамериканци | 134 (3,8%)    | 207 (6,3%)    |
| Укупно            | 3.553         | 3.304         |